# Anta (Peru)
A cidade peruana de Anta é a capital da Província de Anta e do distrito de Anta, situada no Departamento de Cusco, pertencente a Região de Cusco, Peru.